# Jötun

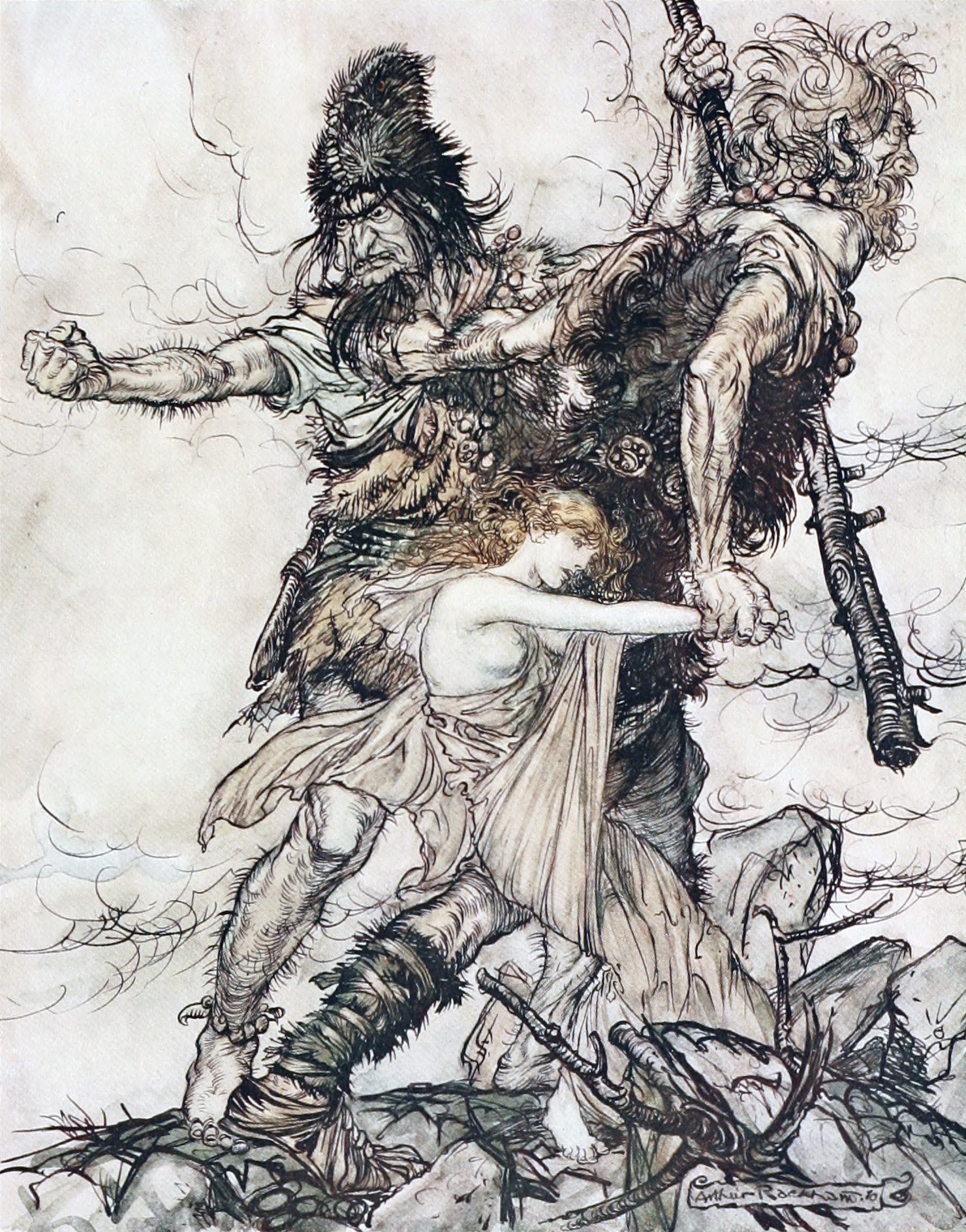
De reuzen dreigen godin Freyja te overmeesteren,
illustratie van Arthur Rackham.

Jötun (Oudnoords: Jötnar, Jöten of Jøtnar, Jøten) of Thursen (þursar) zijn in de Noordse mythologie reuzen met geweldige kracht en van enorme afmetingen. Het gaat om mensachtige of beestachtige entiteiten van vaak onvoorstelbare afmetingen, en begaafd met vrijwel goddelijke kracht en macht.
De reuzen hebben vaak ruzie met de goden. Daarbij zijn ze ofwel erg dom (vooral in de Heldensagen, mogelijk als contrast met de nieuwe helden) ofwel juist heel wijs vanwege hun hoge ouderdom (vooral in de originele voorchristelijke heidense tijden). De reuzen omspannen alle tijdruimte met hun unieke kennis. Aangezien zij uit de oertijd stammen wordt hen ook grote originele wijsheid en unieke kennis toegeschreven.
Ze worden in allerlei verschillende gedaanten voorgesteld, soms met meerdere hoofden, (drie, zes of negen).

## Naambetekenis
Jötun heeft waarschijnlijk dezelfde oorsprong als eten, vergelijk ook het Oudengelse eóten, en had als oorspronkelijke betekenis "gulzigaard" of "menseneter".
Risar (enk. risi), in het bijzonder bergrisar, is waarschijnlijk verwant met rijzen, en betekent een "rijzig figuur", een "reus".
Thursar of þursar (enk. þurs), in het bijzonder hrímþursar (Vorstreuzen) kan zijn afgeleid van "dorst" of "bloeddorst", vgl. Oudhoogduits duris of thuris. Oudengels heeft ook het verwante woord þyrs met dezelfde betekenis. Een bloeddorstige oude Finse oorlogsgod werd Tursas genoemd; de Finse taal was een van de oudste in de Scandinavische regio.
"Thurs" is ook de naam van de rune ᚦ, die later evolueerde tot de letter Þ.
Een reuzin kon ook als een gýgr worden aangeduid.

## Oorsprong der reuzen
Het zijn allen afstammelingen van de hermafrodiete oerreus Ymir en zij ontstonden reeds voor de goden, die in feite ook hun afstammelingen zijn. Ymir is de naam van het eerste leven dat zich vormde in het begin der tijden. Het was de verschrikkelijke rijpreus, ontstaan uit rijpafzettingen in de oorspronkelijke chaotische leegte (bekend als Ginnungagap). Tijdens zijn slaap werd de oerreus iets als een groeiende plant en kwamen er uit zijn oksels een reuzenzoon en een reuzendochter, en door copulatie van zijn twee voeten ontstond een zeskoppig monster Thrudgelmir. Deze drie entiteiten samen brengen het ras van de hrímþursar voort, die het oorspronkelijke rijk Niflheim, wereld van vorst en mist, bevolkten.
De goden (Asen en Vanen) daarentegen beweren te zijn voortgekomen uit een zekere Búri, een andere reus.
Wanneer Ymir vervolgens door Odin, Vili en Ve (drie kleinkinderen van Búri) wordt opgeofferd als materiaal voor de bouw van de andere werelden, dan wordt Niflheim helemaal door zijn levenssap (bloed of water) overspoeld en komen daarbij alle reuzen om, op twee na, een zekere reus Bergelmir en zijn eega, waaruit hun soort herontstaat.
Opvallend is dat de meeste goden rechtstreeks van reuzen en reuzinnen afstammen, of dat andersom bepaalde reuzen als goden worden aanvaard. Reuzen en goden hebben vaak ruzie met elkaar, hoewel sommigen elkaar helpen. Loki, de vuurgod, is bijvoorbeeld een halve Jote en heeft ook een dubbel karakter.

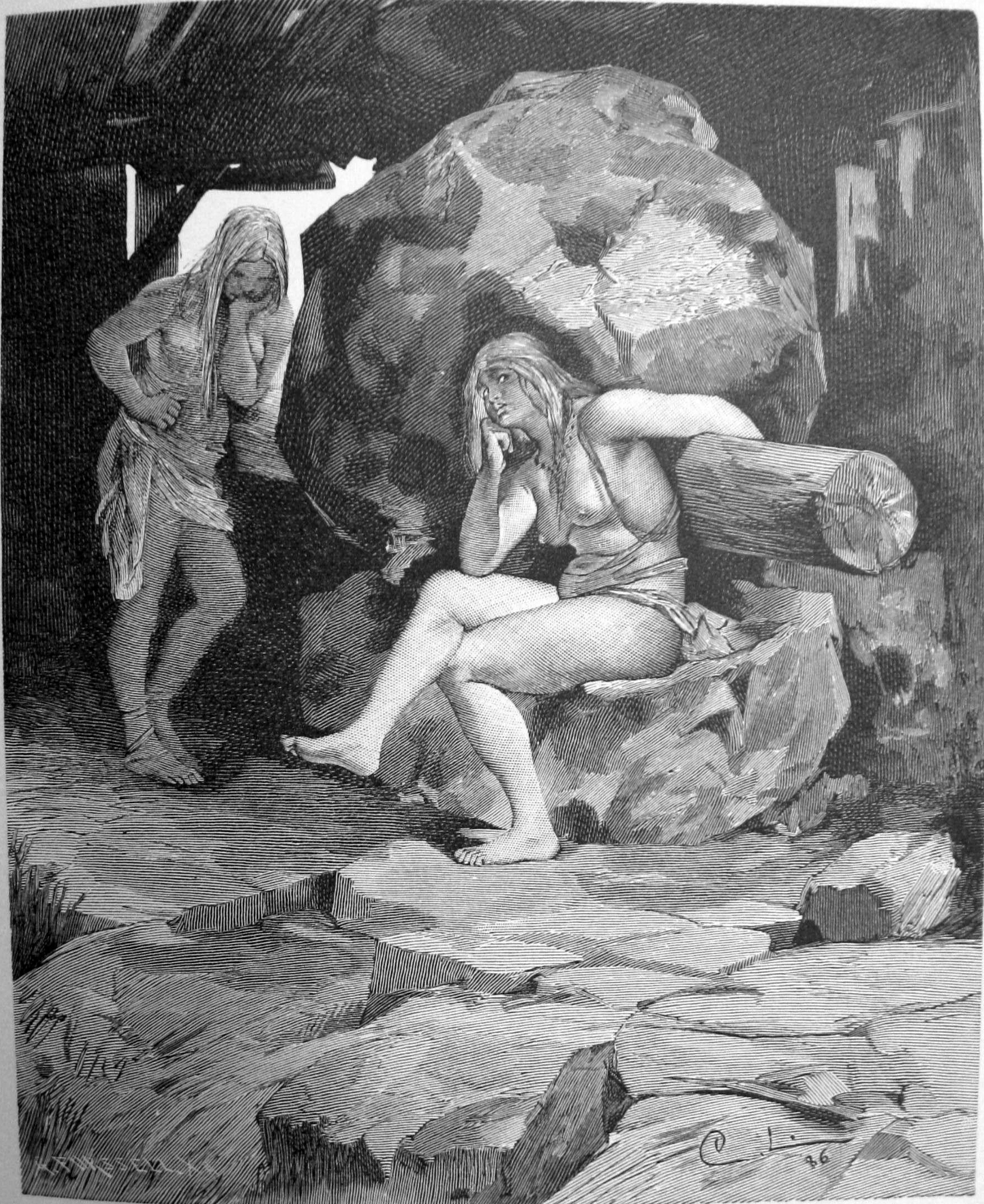
De reuzen Fenja en Menja bij de Grottisöng

## Verblijfplaatsen
Een belangrijke verblijfplaats van de Jötuns is de burcht Utgard in Jötunheim, aan gene zijde van Midgard, de menselijke wereld, waarvan het gescheiden wordt door hoge bergen met dichte wouden. Jotunheim is een der negen werelden in de Noordse kosmogonie. De opperheer van Utgard is Utgardloki, wiens rijk met het dodenrijk samenvalt. Als de reuzen in andere werelden dan de eigen leven dan houden ze zich bij voorkeur op in grotten en donkere plaatsen.
De Vuurreuzen leven daarentegen in het vuurrijk Muspelheim, een der negen werelden in de Noordse kosmogonie. De vuurreuzen zijn nazaten van Muspel en Surt. De mensenwereld werd voor de reuzen beschermd door de wal die de goden hadden gemaakt van Ymirs wenkbrauwen. De andere werelden werden van die van de vuurreuzen gescheiden door de brug Bifrost die de reuzen niet konden betreden zonder dat zij instortte.

## Karakter van de reuzen
In tegenstelling tot de Asen die orde vertegenwoordigen zijn de Jötuns de chaoskrachten in de Noorse mythologie. Zij zijn ongetemd en vertegenwoordigen de krachten van de originele chaos en van de ongetemde destructieve natuur.
De meeste reuzen vertegenwoordigen aspecten van het natuurgeweld, zoals:
- Vorstreuzen/rijpreuzen
- Water- en Oceaanreuzen
- Vuurreuzen
- Lucht- en Stormreuzen
- Berg- en Steenreuzen
- Woudreuzen

De reuzen zijn vaak angstaanjagend vanwege hun onmenselijke uiterlijk. Er worden reuzen beschreven met klauwen, slagtanden, een zwarte huid en opvallende afmetingen van ledematen. Er zijn er met meerdere hoofden, maar ook met niet-menselijke vormen. Jǫrmungandr en Fenrir waren bijvoorbeeld nazaten van Loki en Angrboða, een reuzin, en deze leken in geen enkel opzicht op menselijke wezens. Hel daarentegen weer wel, ware het niet dat de helft van haar lichaam half ontbonden was.
Met het afschrikwekkend voorkomen gaan eigenschappen als naïviteit en een zwak intellect gepaard. De Edda vergelijkt het intellect van de reuzen vaak met dat van kinderen; emotioneel en niet rationeel. Toch krijgen individueel benoemde of nauwer omschreven reuzen vaak tegenovergestelde karakteristieken. Ongelooflijk oud zijnde dragen ze de wijsheid der vervlogen tijden, zoals Vafthrúðnir en Mímir. En het zijn deze die Odin uitzoekt om aan pre-kosmische kennis te komen.

## Verhouding met de goden
Het gros van de reuzen wordt als gevaarlijk of zelfs boosaardig beschouwd en als vijanden van goden (Asen en Vanen) en mensen, maar er zijn ook goedmoedige reuzen.
Veel echtgenoten van goden zijn reuzen. Njǫrð is met Skaði getrouwd, Gerðr wordt de gade van Frey, Odin wint de liefde van Gunnlod, en zelfs Thor, de grote slachter van de soort, houdt van Jarnsaxa (reuzin), de moeder van Magni. Op die manier komen ze als een soort mindere godheden over, iets wat ook kan gezegd worden van de reus Ægir, die veel meer verbanden met de goden heeft dan met het schuim dat Jotunheim bevolkt. Geen van allen vrezen deze het licht, en hun woonsteden verschillen qua comfort niet veel van die van de goden.
Maar de verhouding tussen reuzen en goden of mensen is enkel bij sommigen gunstig (zoals met Ägir en Mímir), en andere Jötuns vormen een bedreiging voor de Asen. Ze zijn dan ook constant in een kosmische oorlog verwikkeld, waarin Thor (die met zijn hamer ter order roept) de bovenhand neemt, en dit duurt tot aan de Ragnarök.

## Ragnarök
Tot de Ragnarök bewaakt Heimdall permanent de Bifröstbrug tussen Ásgard en Jötunheim. Thor gaat vaak naar Jötunheim om zo veel mogelijk van de reuzen te doden met zijn hamer.
De boosaardige reuzen van deze geslachten (de meeste) zullen aan het eind van de tijden tegen de Asen ten strijde trekken. De vuurreus Surt (mogelijk het enige nog oudere wezen dan Ymir) zal dan de hele schepping met zijn vlammend zwaard vernietigen.
Hun nederlaag door de drie godenbroers Odin, Vili en Vé vertegenwoordigt de overwinning van cultuur over natuur, hoewel het de ondergang ten gevolge heeft.

## Reuzen in latere Scandinavische folklore
In latere tijden werden de reuzen in Scandinavië bekend als trollen. Zij kunnen het geluid van kerkklokken niet verdragen en moeten daarom ver van de beschaving leven, in de bergen of in de verste wouden. Komen ze soms toch naar de mensengemeenschap dan is dat vooral om het kerkgelui te doen ophouden door grote rolkeien op kerkgebouwen te gooien.
De reuzen werden beschouwd als een ras uit het verleden, waarvan men de overblijfselen nog kon zien in het landschap. Saxo Grammaticus schreef het oprichten van dolmens toe aan de reuzen. Een grote zwerfkei die schijnbaar verloren in het landschap ligt werd een "reuzenworp" genoemd. Dit begrip overleefde in een verhaal uit de Zweedse folklore, als zou een reus in oudere tijden twee stukken land hebben weggerukt waardoor het Vänermeer en het Vättermeer ontstonden, en die in de Oostzee hebben gesmeten, waar ze nu resp. de eilanden Gotland en Öland vormen.

## Lijst van reuzen in de Noordse mythologie
| - Aegir - Angrboða - Aurgelmir - Angeyja - Atla - Aurboða - Baugi - Beli - Bergelmir - Bestla - Bölthorn - Borr - Búri - Byleist - Blain - Brimir - Brusi - Drifa | - Eggther - Eistla - Eyrgjafa - Farbauti - Fornjótr - Fenja - Fönn - Frid - Frostgrimm - Geirröd - Gerd - Gilling - Gunnlod - Gymir - Gjálp - Greip - Grendel - Grid | - Helblindi - Hrodr - Hrymr - Hrungnir - Hymir - Hardgrep - Hlér - Hreidmar - Hyrrockin - Imdr - Ivaldi - Jarnsaxa - Jökull - Kari - Aslaug (Kraka) - Laufey - Loki - Logi | - Mímir - Máni - Mella - Menja - Miöll - Mökkurkalfi - Mundilfari - Muspel - Narfi - Nott - Nörfi - Olvaldi - Ögir - Onar - Saxa - Sinmore - Skaði (reuzin) - Skrimir | - Surtr - Suttung (reus) - Skymir - Snær - Sól - Starkad - Suttung - Thjazi - Thrudgelmir - Thrymr - Thökk - Trana - Utgardaloki of Útgarða-Loki - Ulfrun - Vafthrúðnir - Widolf - Ymir |

| Soort                   | Vertegenwoordigers                                                                           |
| ----------------------- | -------------------------------------------------------------------------------------------- |
| Eerste reuzenwezens     | Audhumbla, Aurgelmir, Ymir, Surtr                                                            |
| Oerreuzen (Hrimthursar) | Bergelmir, Fornjótr, Angrboda, Thrudgelmir, Fornjotr, Bölthorn                               |
| Vuurreuzen              | Eimyrja, Eisa, Eld, Glod, Logi, Muspel, Surtr                                                |
| Vorstreuzen             | Drifa, Fönn, Frosti (Frostgrimm), Gymir, Hymir, Jökull, Miöll, Snær                          |
| Water- en Oceaanreuzen  | Ägir, Angeyja, Atla, Eistla, Eyrgjafa, Gjálp, Greip, Gymir, Hler, Iarnsaxa, Imd, Ran, Ulfrun |
| Storm- en Windreuzen    | Egdir, Farbaute, Hræsvelgr, Kari                                                             |
| Steenreuzen             | Hrungnir                                                                                     |
| Bergreuzen              | Grim, Hilde                                                                                  |
| Wijsheidsreuzen         | Mímir, Vafthrúðnir                                                                           |